# المؤيد (جريدة)
جريدة المؤيد هي جريدة مصرية أسسها الشيخ على يوسف والشيخ أحمد ماضي أبو العزائم الأخ الأكبر للإمام محمد ماضي أبو العزائم في (8 ربيع الأول 1307 هـ - 1 ديسمبر 1889م) وكان رئيس تحريرها في البداية الشيخ أحمد ماضي وبعد وفاته ترأّس تحريرها الكاتب المصري الكبير علي يوسف وكانت الجريدة من أهم الجرائد في الوطن العربي حتى توقف إصدارها.